# Тимолигское аббатство
Тимолигское аббатство (ирл. Mainistir Thigh Molaga), также известное как Тимолигский монастырь, представляет собой разрушенный средневековый францисканский монастырь в Тимолиге в графстве Корк в Ирландии, на берегу реки Аргидин с видом на Кортмакшеррийский залив. Он был построен на месте раннехристианского монастыря, основанного святым Молагой, от которого и получил своё название город Тимолиг. Сохранившиеся до сегодняшнего дня руины датируются примерно началом XIV века и были сожжены британскими войсками в середине семнадцатого века, когда это был важный церковный центр, который вёл значительную торговлю с Испанией.
Монастырь является крупнейшими средневековыми руинами в Западном Корке и одним из немногих ранних францисканских монастырей в Ирландии, в которых сохранились значительные руины. У него клуатральный план, и он построен в архитектурном стиле ранней английской готики. Он содержит несколько элементов, нетипичных для францисканской архитектуры того периода, в том числе проходы в стенах и внешний доступ к верхнему этажу. Он был значительно изменён в начале XVI и начале XVII веков. С мужским монастырем связано несколько исторических артефактов, и в эру романтизма он был изображен на нескольких известных произведениях искусства.

## История

### Местоположение аббатства
Аббатство находится на месте древнего монастыря, посвященного святому Молаге, датируемому либо VI, либо VII веком. Согласно легенде, это поселение изначально должно было быть основано в миле к западу от Тимолига, но вся работа, проделанная там днём, к утру оказалась разрушеной. Интерпретируя это как волю Божью, Св. Молага решил, что монастырь должен быть построен в другом месте, якобы, он поставил заженную свечу на сноп колосьев и пустил его вниз по реке Аргидин, и начал строительство там, где сноп пристал к берегу. Город получил свое ирландское название Tigh Molaige или «Дом Молага» в честь святого.

### Основание и ранняя история

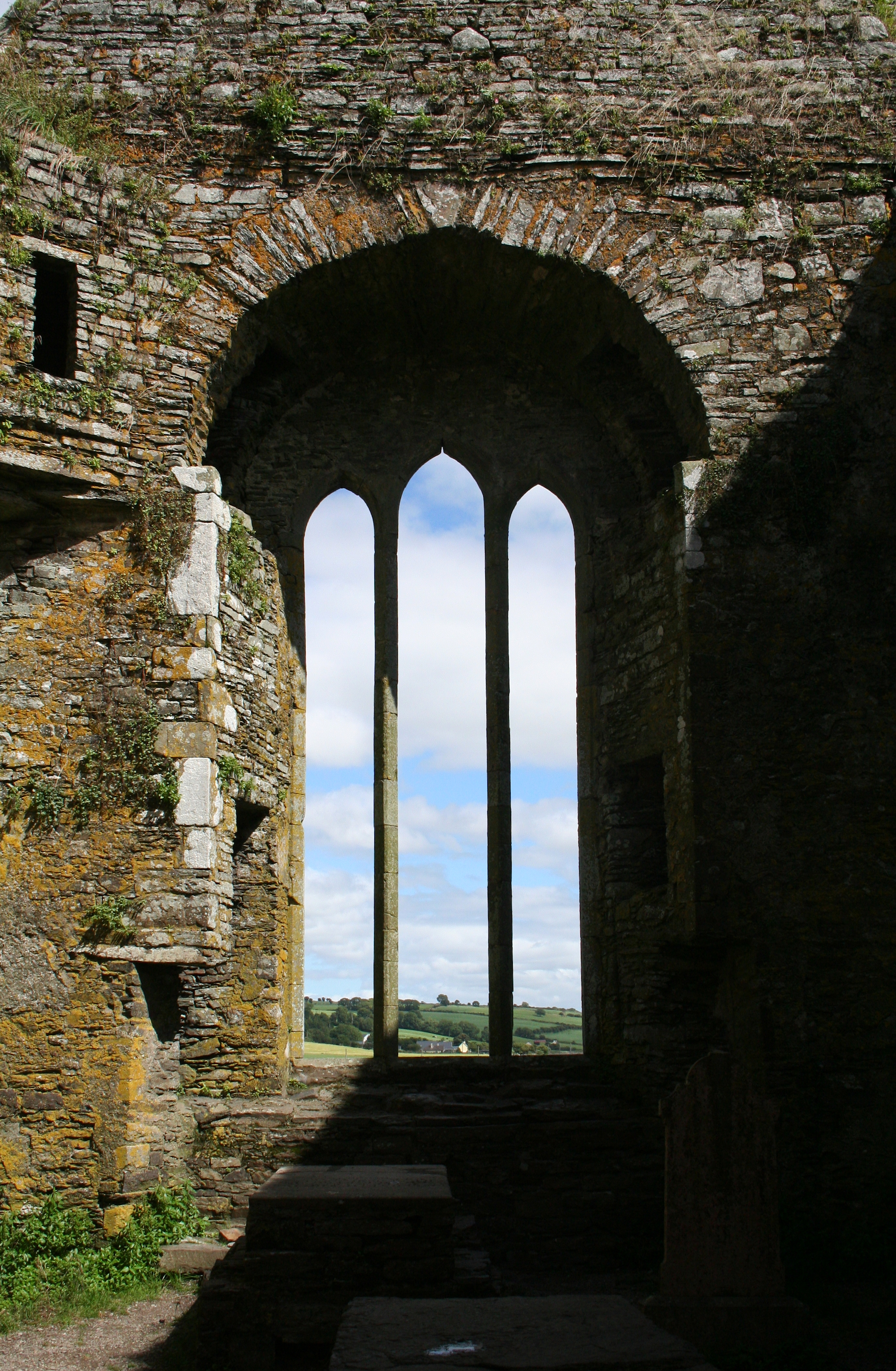
Северное окно церкви, вид изнутри монастыря

Дата основания францисканцами оспаривается. Согласно документальным свидетельствам, монастырь был заложен между 1307 и 1316 годами, хотя вещественные доказательства свидетельствуют о том, что на этом месте было расположено ранее существовавшее здание XIII века. Согласно «Анналам четырёх мастеров», монастырь был основан в 1240 году cемьёй MacCarthy Reagh. Историк Джеймс Кумбес предполает, что это слишком ранняя дата. Некоторые источники считают, что монастырь был основан Доналлом Готом МакКарти, в то время как другие утверждают, что Гот МакКарти просто расширил монастырь где-то между 1312 и 1366 годами. Внук Гота МакКарти, Донал Глас Маккарти, также считается покровителем монастыря. Сэмюэл Льюис в «Топографическом словаре Ирландии…» (1837 г.) пишет, что МакКарти основали монастырь в 1312 г. . Основание монастыря также приписывается англонормандской семье де Барри в начале XIV века. Хотя к 1320 году монахи прочно обосновались в Тимолиге, самые ранние уцелевшие части разрушенного монастыря датируются концом XIV века. Вполне вероятно, что до строительства монастыря его будущие насельники могли базироваться в замке Тимолиг.
К XV веку монастырь был известен как образовательный, а также важный церковный центр. В 1460 году Тимолиг стал одним из первых пристанищ францисканского ордена. Тадг Мак Картай (Tadhg Mac Cárthaigh), известный также как «Благословенный Фаддей», как говорят, примерно в это время получил образование у монахов в Тимолиге. Согласно Анналам Ульстера, в 1505 году Патрик О Фейдхил, известный проповедник в Ирландии и Шотландии, был похоронен в этом монастыре.
Важным покровителем церкви был епископ Джон Эдмонд де Курси вместе со своим племянником Джеймсом, 8-м бароном Кингсейлом. Они финансировали строительство готической колокольни, лазарета, библиотеки и одного из дормиториев. Де Курси был монахом в Тимолиге до того, как стать епископом. Колокольня была построена между 1510 и 1518 годами. Джон де Курси был похоронен в трансепте монастыря, но в кромвельский период его могила была осквернена, а его останки были сброшены в эстуарий.
Несмотря на роспуск монастырей в 1540 году Генрихом VIII, монахи остались в Тимолигском аббатстве. В 1568 году монастырь был захвачен войсками британской короны, а в 1577 году передан Джеймсу де Барри, 4-му виконту Бюттеванту. Несмотря на это, до конца 1580-х годов Тимолигский монастырь оставался важным центром обучения новициатов. В 1590 году протестантский епископ Коркский Уильям Лайон приказал разобрать монастырскую мельницу для того, чтобы использовать полученные таким образом материалы в строительстве новой мельницы, но река разлилась и снесла всё, что успели построить по указанию епископа. В 1596 году деревянные кельи монастыря были разобраны и погружены на корабль, но он затонул во время шторма.
После коронации Якова I, в 1603 году монастырь был возвращён католиками и полностью восстановлен к концу 1604 года. Во время этого ремонта в архитектуру монастыря были внесены значительные изменения.

### Заброшенность и разрушение
В 1612 году епископ Лайон приехал в Тимолиг, чтобы разогнать монахов, но был не допущен туда ирландскими войсками во главе с Дэниелом О’Салливаном. Хотя монастырь, как сообщается, был перестроен к 1613 году, ко времени визита Донатуса Муни в 1616 году монастырь уже нельзя было считать действительно обитаемым. В 1629 году, через четыре года после смерти короля Якова I, Ричард Бойль был назван Лордом-судьёй и спровоцировал закрытие религиозных учреждений в Корке, оказывая возрастающее давление на монастырь. Предполагается, однако, что к этому времени монастырь уже был в значительной степени заброшен францисканцами, поскольку назначенный настоятелем монастыря Евгений Филдэус принял назначение в Лимерике, in loco refugii (в месте убежища). К 1631 году монастырь был разграблен протестантскими поселенцами.
Несмотря на эти сообщения, монастырь, как сообщается, был всё ещё известен своей философской школой, основанной в 1620 году и возглавляемой Оуэном О’Файелли. Кроме того, в 1629 году Мишель О Клери, якобы, переписал материал из Книги Лисмора в библиотеке монастыря.
В конечном итоге монастырь был сожжен британскими королевскими войсками в июле 1642 года. После того, как силам во главе с лордом Кинелмики не удалось захватить замок Тимолиг, они вместо этого сожгли монастырь и большую часть города. Францисканские монастыри обычно возникали в торговых портах, и Тимолиг в этом отношении не является исключением: монастырь одно время вёл значительную торговлю с Францией и Испанией. Монахи, вероятно, торговали ирландскими сельскохозяйственными товарами, такими как шкуры, масло, древесина и зерно, в обмен на вино: в отчёте о сожжении монастыря говорится: «Мы сожгли весь город и их великое аббатство, в котором находилось несколько тысяч бочек вина». Разрушение монастыря привело к значительному спаду финансового развития города.

### Монастырь в руинах
После того, как монастырь был сожжен, местные семьи начали хоронить своих умерших в монастыре независимо от статуса, что раньше делалось только для известных местных семей. Несмотря на сожжение монастыря, францисканская община Тимолига просуществовала почти два века. Как сообщалось, в 1696 году в разрушенном монастыре ещё жили четыре монаха. Хотя к середине восемнадцатого века францисканская община рассеялась, отдельные монахи оставались в этом районе ещё несколько десятилетий. Последним монахом-францисканцем, работавшим в этом районе, был о. Эдмунд Тобин (также известный как Бонавентура Тобин), умерший примерно в 1822 году. Францисканцы назначали титульных попечителей монастыря до 1872 года. Последним попечителем Тимолигского монастыря был Патрик Кэри. Интерес к монастырю возобновился во время эпохи романтизма в начале XIX века, и многие картины и зарисовки руин монастыря относятся к этому времени. 15 января 1848 года отец Мэтт Хорган, писавший под псевдонимом «Viator», опубликовал в газете «Cork Examiner» такое сообщение:
"Стены [монастыря] подмываются приливом, а к большому позору владыки этих земель в стенах усыпальницы уже проделано несколько обширных брешей. Он должен быть либо бессердечным визитёром, либо готским жителем, не чувствующий отечества, безразличным к его истории и памятникам, думающим только о своих бычках, ничего не знающим и мало заботящимся об искусствах, слепым к красоте, с бесчувственным сердцем к романтике и поэзии славного прошлого, к его немым, но все же красноречивые памятникам."
Вскоре после этой публикации полковник Роберт Трэверс, тот самый «владыка этих земель», приказал за его собственный счёт обновить стены монастыря и построить дорогу между ними и морем. В 1891 году в монастыре впервые после того, как он был сожжен 249 лет назад, была отслужена месса. Одна из тимолигских чаш (чаша Дейла-Брауна) была использована на этой церемонии. В 1892 году Денхэм Франклин писал, что:
"Сохранение аббатства в основном связано с заботой о нем со стороны семьи нынешнего владельца Тимолига, мистера Роберта Трэверса, который не допустил грабежей, к сожалению, слишком распространённых по отношению к нашим древним зданиям."
В 1920 году в ответ на убийство трёх полицейских ирландскими националистами британские солдаты осквернили усыпальницу монастыря. Могилы были вскрыты, а флаги, лежащие на гробах, были сорваны и выброшены. Гробы были открыты, а в некоторых случаях остались человеческие останки. 
Начиная с 2014 году, монастырь был указан как место посещения на туристическом маршруте Wild Atlantic Way (Диком Атлантическом пути). В 1955 году писательница Мэр Ни Шите, писавшая на ирландском, была похоронена в монастыре в безымянной могиле. В 2016 году место её захоронения было установлено, и над ним был водружён памятный камень.

## Архитектура

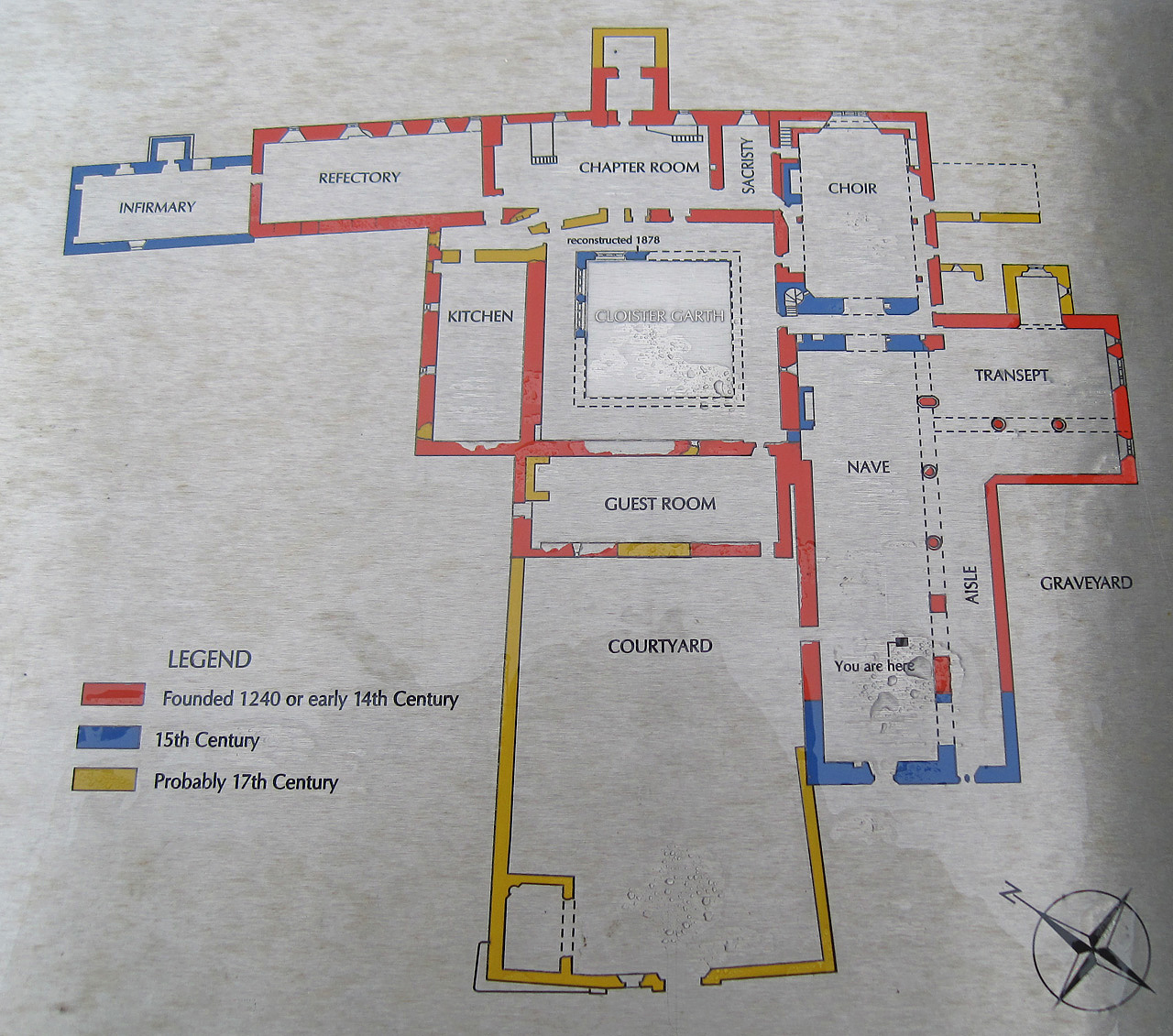
План монастыря, на котором примерно показано, когда была построена каждая секция, с мемориальной доски, расположенной в нефе руин

Монастырь — крупнейшие средневековые руины в Западном Корке. Использование местного строительного каменя было типичным при возведении францисканских монастырей того периода, и Тимолигский монастырь не является исключением, он был сделан из местного аспидного сланца, добытого в соседнем Борли. Монастырь построен в архитектурном стиле ранней английской готики и его архитектурные детали довольно просты. Несмотря на сохранившиеся обширные руины, в прошлом монастырь был намного больше, чем сегодня. Записи показывают, что в конце 1500-х годов к основному зданию монастыря была пристроена мельница, и что монастырь располагался на участке площадью 4,5 акра — в четыре раза больше, чем то, что осталось от территории монастыря сегодня.
У входа в неф, который сейчас используется как главный вход в монастырь, на левом косяке выгравирована геральдическая лилия. Дверной проём отличается простым обломом, характерным для перпендикулярной готики. Насельники монастыря были, вероятно, франкоговорящими и использовали геральдическую лилию как вспомогательное средство для описания Святой Троицы. Небольшое углубление над дверью использовалось для скульптуры или других религиозных изображений. Неф был значительно меньше, когда монастырь был впервые построен; в нём есть аркада из шести арок, только три из которых являются оригинальными.
В близлежащем городке, Спиттале, находился лепрозорий. Для того, чтобы больные проказой могли видеть и слышать службу и принимать святое причастие, южное окно трансепта, известное как «Отверстие прокаженных» или «Окно прокаженных», представляло собой щель, более узкую снаружи, чем изнутри. Монахи, вероятно, передавали причастие на ложке, чтобы избежать контакта с болезнью, которая в то время считалась очень заразной.

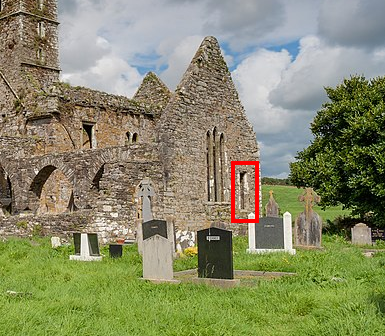
Южный трансепт монастыря, вид с юго-востока, с так называемым «окном прокаженных», выделенным красным

Хоры являются самой старой частью монастыря и, возможно, они первоначально были частью замка или церкви начала XIII века, к которым позже францисканцы пристроили здания собственно монастыря. Они особенно высокие и имеют необычные компоненты, такие как длинные арки и трифории проходов вдоль стен, широко раскинутые арочные ниши в северной и южной стенах, разделенные столбами, один из которых сейчас перекрыт основанием башни. В углублении, ближайшем к восточному фронтону, находился sedilia. В нише на северной стене когда-то находился алтарь. в память о семье де Курси. Большое окно в хоре выходит на восток и когда-то содержало сложные витражи. Здесь же находятся могилы семьи Маккарти Ри.
В ризнице находится камень буллаун, широко известный как «колодец для бородавок», так как вода во впадине, как говорили, лечила бородавки. Этот камень намного старше, чем любой другой аспект мужского монастыря, и, возможно, первоначально был связан с первоначальным монастырем 6-го или 7-го века.
Один из выступающих камней на внешней стене известен как «Голова Святой Молага». Подарок французских моряков в благодарность за безопасную гавань после шторма на море. Первоначально это была скульптура головы Молага, но черты лица были полностью размыты .